# Flemming Andersen
Flemming Andersen, född 2 juni 1968, är en dansk serietecknare som arbetar för Disney men också gör sin egen serie Måsliv. Hans Kalle Anka-serier förekommer ofta som inledande serie i Kalle Ankas Pocket.
Efter skolan och militärtjänsten sökte Andersen jobb som illustratör på reklambyråer och tidningar. Han blev anställd av Egmont 1991. Från början skrev han seriemanus, främst till korta (1-2 sidor långa) serier, men inriktade sig 1992 på att arbeta som tecknare.
Sedan 1999 illustrerar han även barnböcker.